# Regno di Phayao
Il Regno di Phayao (thailandese: อาณาจักรพะเยา, RTGS: Anachak Phayao) fu uno Stato che si trovava in una parte del territorio corrispondente all'odierna Thailandia del Nord. Fondato attorno al 1200 da uno smembramento del Regno di Ngoenyang, divenne alleato del Regno Lanna, dal quale fu annesso nel 1338.

## Leggenda sulla fondazione
Secondo la leggenda locale, il Regno di Phayao fu fondato da Phaya Jòm Tham, secondo figlio del re dei Tai yuan di Ngoenyang, in una data imprecisata tra il 1190 e il 1250. Non potendo affidargli il regno di Ngoenyang, il padre assegnò il territorio di Phayao a Jòm Tham, che si trasferì insieme a una parte della popolazione e del bestiame.

## Storia
I Tai yuan già da qualche secolo avevano fondato Ngoenyang nella zona dell'odierna Chiang Saen, nella parte sud del Triangolo d'oro. Nel periodo successivo alla fondazione del regno di Phayao, alcuni popoli tai si affermarono in questa zona del Sud-est asiatico. I Tai lü del vicino Regno di Chiang Hung, l'odierna Jinghong nella provincia cinese dello Yunnan, si espansero sensibilmente e la città divenne in quel periodo la maggiore mueang (città-Stato) dei popoli tai. In quegli stessi anni, i Mongoli di Kublai Khan conquistarono l'antico e potente Regno di Dali, situato a nord di Chiang Hung, per poi impossessarsi dell'Impero cinese nel 1260 con la fondazione della dinastia Yuan. A sud del territorio di Ngoenyang si estendeva il potente Regno dei Mon di Hariphunchai, l'odierna Lamphun, che stava attraversando un periodo di declino dopo almeno 5 secoli di dominio sulla regione, nella quale aveva diffuso il buddhismo theravada.
A sud di Hariphunchai l'altro popolo tai dei Siamesi, gli odierni thai, fondarono nel 1238 il Regno di Sukhothai, che si espanse velocemente e conobbe il periodo di massimo splendore con re Ramkhamhaeng (regno dal 1279 al 1298). Nel 1261 divenne re di Ngoenyang Mengrai, la cui madre era figlia del re di Chiang Hung, ed espanse notevolmente i confini del proprio regno ai danni di alcune mueang minori. Nel 1263 fondò Chiang Rai e ne fece la nuova capitale dei Tai yuan.
Nel 1258 divenne re di Phayao Ngam Mueang, al cui nome è legato il periodo di maggiore prosperità del regno. Con la crescente pressione dei Mongoli dal nord, nel 1279 Mengrai, Ramkhamhaeng e Ngam Mueang strinsero un patto di alleanza. Fu probabilmente grazie a questo patto e alle grandi doti di stratega di Mangrai che la minaccia mongola fu più volte sventata. In precedenza Mengrai aveva fatto da paciere tra gli altri due sovrani dopo che Ramkhamhaeng aveva sedotto una moglie di Ngam Mueang, obbligandolo a porgere le scuse e a pagare una penale di 990 000 conchiglie.

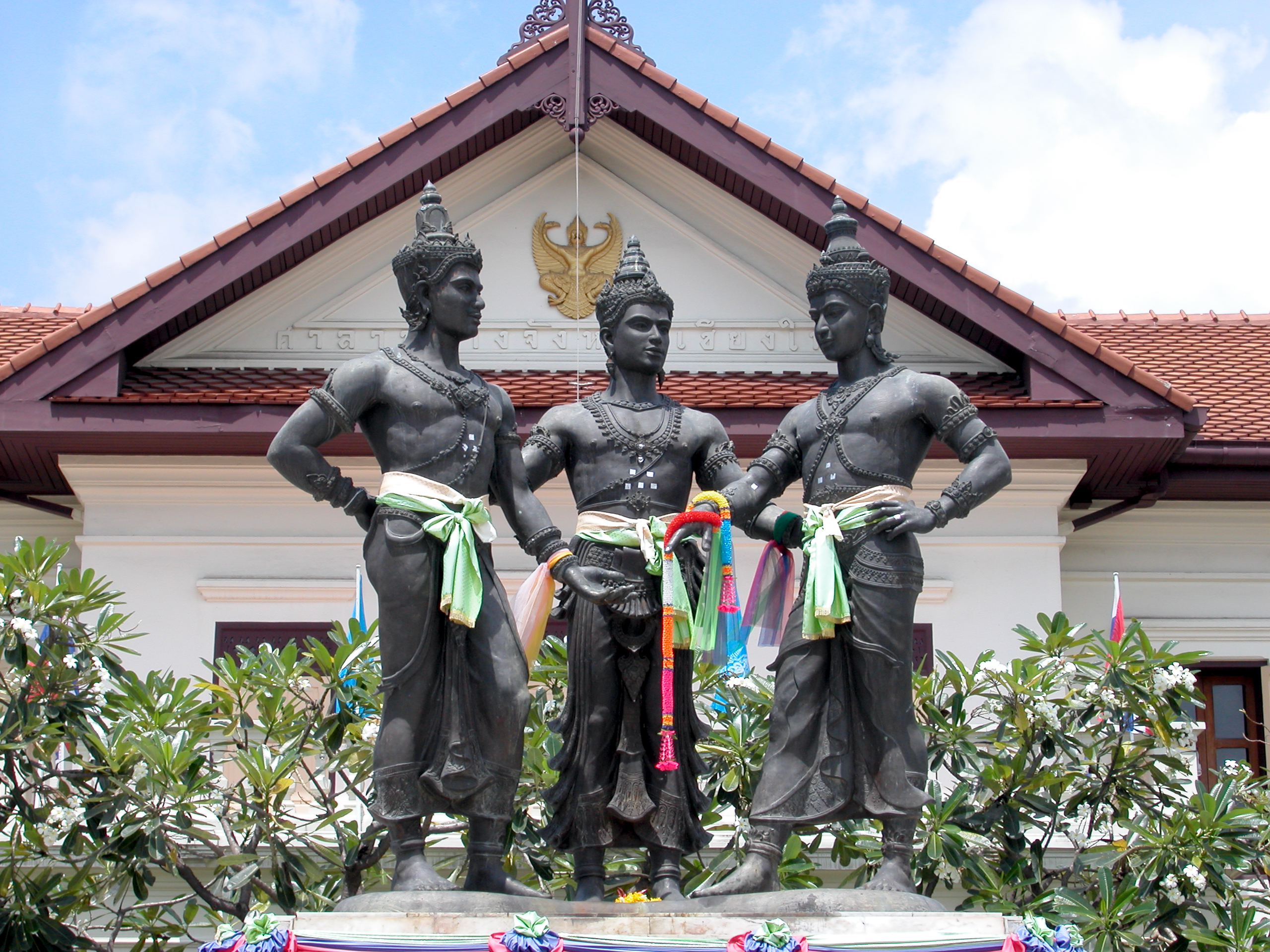
Monumento a Ngam Mueang, Mengrai e Ramkhamhaeng a Chiang Mai

Nel 1281 i Tai yuan di Mengrai conquistarono Hariphunchai ed il loro regno fu ribattezzato Lanna. La città dei Mon divenne la capitale culturale di Lanna, mentre la nuova capitale vera e propria fu Chiang Mai (letteralmente: città nuova), fondata nel 1296 da Mengrai. Alla cerimonia di fondazione presenziarono Ngam Mueang e Ramkhamhaeng, che diedero il loro parere sui lavori da fare per lo sviluppo della città, dove ancora oggi si trova un importante monumento per ricordare l'evento raffigurante i tre re. Quello stesso anno le truppe di Mengrai conquistarono anche Lampang, dove si era rifugiato il re di Hariphunchai.
La minaccia dei mongoli ebbe fine con l'accettazione da parte di Chiang Hung e Lanna di versare tributi annui alla Cina. Con le grandi acquisizioni territoriali, Lanna diventò la maggiore potenza del nord,  mentre a sud Ramkhamhaeng ottenne successi ancora maggiori indebolendo l'Impero Khmer ed espandendosi fino ad assicurarsi la suzeraineté sul Regno di Tambralinga, l'odierna Nakhon Si Thammarat.

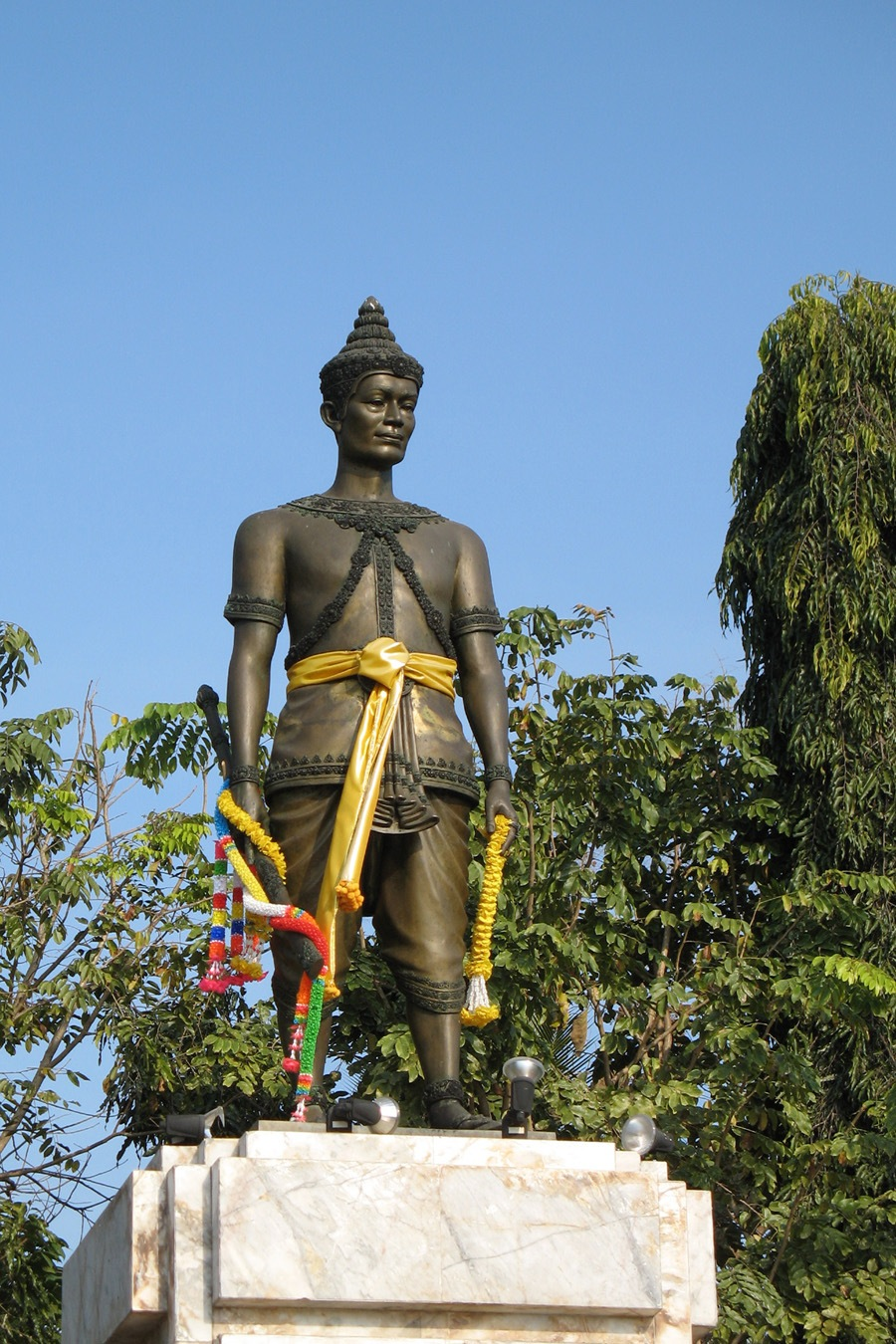
Monumento alla memoria di re Ngam Mueang a Phayao

Nonostante Phayao avesse tratto giovamento dal patto con Sukhothai e Lanna, le acquisizioni territoriali erano state minori e subordinate all'egemonia di Mengrai, che comunque mantenne fede al patto e non attaccò Phayao. Era comunque diventata il centro politico più importante della zona assieme a Chiang Rai e Chiang Mai. Malgrado le affinità tra queste mueang, ciascuna di esse conservò la propria tradizione, il proprio dialetto e la propria cultura. Mengrai morì nel 1317 e lasciò agli eredi poteri e territori immensi. Con la morte di Ngam Mueang nel 1328, finì il periodo d'oro di Phayao; perse l'indipendenza e fu annessa al Regno Lanna nel 1338 da re Kham Fu con l'aiuto di Pua, una città associata al Regno di Nan. Nel 1310 Mueang Pua era stata assoggettata da Ngam Mueang, che aveva posto sul trono locale una propria regina come reggente. Nei secoli successivi la storia di Phayao rimase legata a quella di Lanna, ma la città mantenne il proprio prestigio.

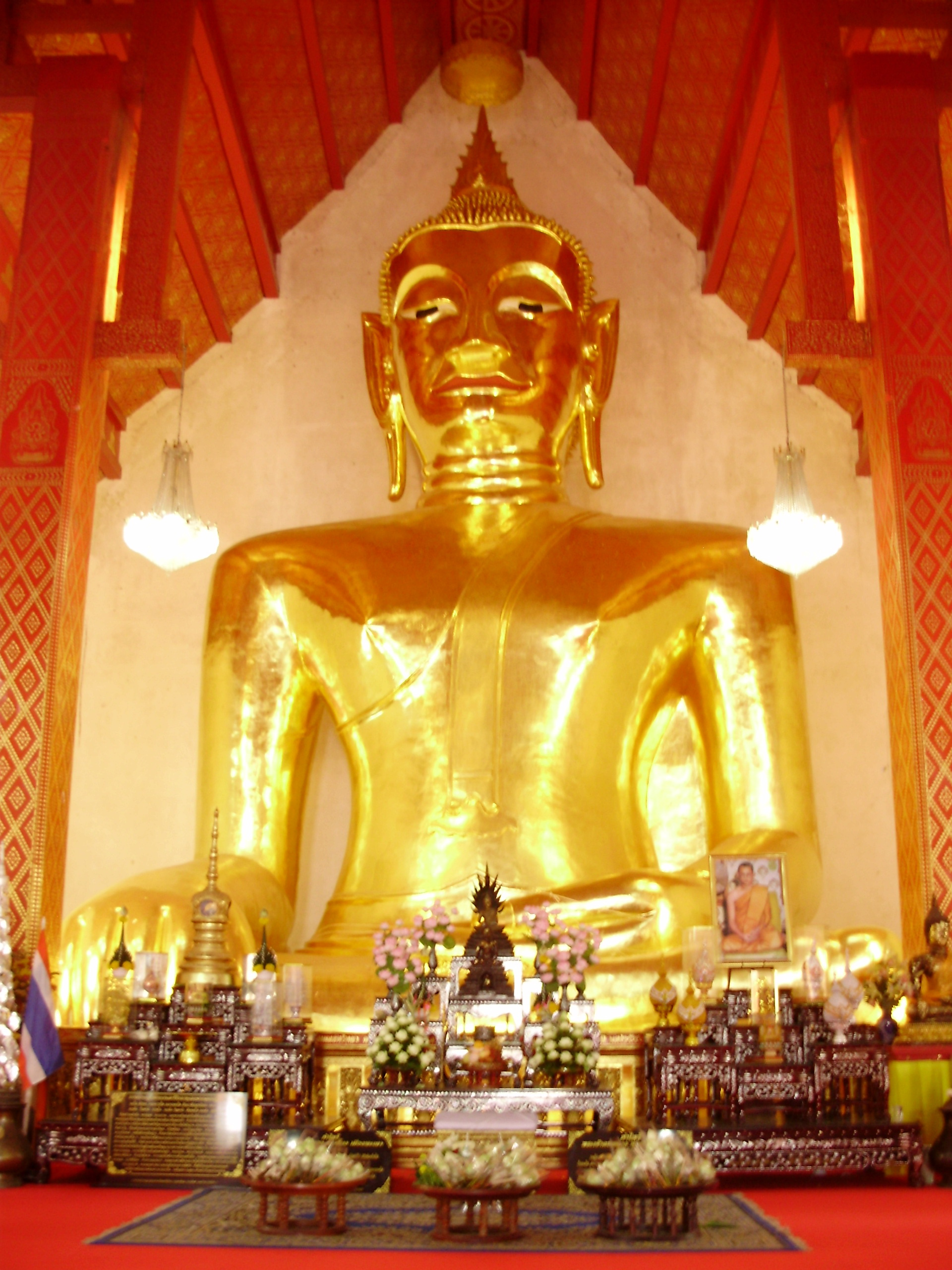
Wat Si Khom Kham di Phayao

## Religione e arte
Sia a Phayao che nelle altre mueang dei popoli tai si praticava il buddhismo theravada, introdotto nella regione dai Mon. I re Ngam Mueang, Mengrai e Ramkhamhaeng studiarono a Lavo, l'odierna Lopburi, un centro di studi theravada che si era affrancato dal dominio Khmer.
Le opere più significative di arte buddhista a Phayao furono realizzate dopo l'assoggettamento a Lanna. La città fu a lungo famosa per aver conservato la statua del Buddha in legno di sandalo, che andò perduta. Le sculture si richiamano allo stile in uso a Lanna, Sukhothai e Ayutthaya, ma conservano caratteristiche proprie soprattutto per i materiali utilizzati. In particolare sono famose le statue sacre in arenaria rosa, che si trova nelle cave attorno a Phayao. Di pregio anche le statue in bronzo, che spesso furono realizzate con la protuberanza appuntita sulla testa (uṣṇīṣa) tipica dei Buddha prodotti nel Regno Lanna.